# Paracryptophiale pirozynskii
Paracryptophiale pirozynskii är en svampart som beskrevs av W.P. Wu & B. Sutton 2003. Paracryptophiale pirozynskii ingår i släktet Paracryptophiale, divisionen sporsäcksvampar och riket svampar.   Inga underarter finns listade i Catalogue of Life.